# Societatea Germaniștilor din România
Societatea Germaniștilor din România (S.G.R.) este o asociație profesională a germaniștilor din România. Societatea Germaniștilor din România a fost întemeiată la data de 22 martie 1990. Membri ai S.G.R. sunt profesori de limba germană de la toate nivelele sistemului educațional, precum și oameni de cultură din România și din străinătate. Aceasta are 11 filiale, grupate în jurul următoarelor centre universitare: Alba Iulia, Brașov, București, Craiova, Constanța, Cluj-Napoca, Iași, Oradea, Pitești, Sibiu și Timișoara. Președinte în exercițiu al S.G.R. a fost prof. univ. dr. George Guțu de la Universitatea din București (UB). S.G.R. editează publicațiile de profil „Zeitschrift der Germanisten Rumäniens” și „Transcarpathica”.